# (37824) 1998 BU14
1998 بي يو 14 (ويعرف أيضًا باسم (37824) 1998 بي يو 14 وفق تسمية الكوكب الصغير) (بالإنجليزية: 1998 BU14)‏ هو كويكب ضمن حزام الكويكبات؛ وترتيبه 37824 من حيث الاكتشاف.
اكتُشف هذا الجُرم الفلكي بواسطة تاكيشي أوراتا ‏ في 25 يناير 1998.

## وصلات خارجية
- (37824) 1998 BU14 في قاعدة بيانات مختبر الدفع النفاث لأجرام النظام الشمسي الصغيرة

- الاكتشاف · مخطط المدار ·  العناصر المدارية · المعلمات المادية

- (37824) 1998 BU14 على موقع ويكي سكاي: DSS2, SDSS, GALEX, IRAS, Hydrogen α, X-Ray, Astrophoto, Sky Map, Articles and images